# Gales en la Copa Mundial de Rugby de 2011
Los Dragones rojos fueron una de las 20 naciones participantes de la Copa Mundial de Rugby de 2011 que se realizó por segunda vez en Nueva Zelanda.

## Plantel
El técnico neozelandés Jenkins (48 años).
Las edades son a la fecha del último partido de Gales (21 de octubre de 2011).
|                            | Jugador         | Edad    | Posición      | Pruebas | Equipo                                |
| -------------------------- | --------------- | ------- | ------------- | ------- | ------------------------------------- |
| Hookers y Pilares          |                 |         |               |         |                                       |
| 1                          | Gethin Jenkins  | 30 años | Pilar         | 76      | Cardiff Rugby                         |
| Segundas líneas            |                 |         |               |         |                                       |
| 5                          | Alun Wyn Jones  | 26 años | Segunda línea | 52      | Ospreys                               |
| Alas y Octavos             |                 |         |               |         |                                       |
| 7                          | Sam Warburton   | 23 años | Ala           | 17      | Cardiff Rugby                         |
| Medios scrums              |                 |         |               |         |                                       |
|                            | Tavis Knoyle    | 21 años | Medio scrum   | 5       | Scarlets                              |
| 9                          | Mike Phillips   | 29 años | Medio scrum   | 54      | Aviron Bayonnais                      |
|                            | Lloyd Williams  | 21 años | Medio scrum   | 1       | Cardiff Rugby                         |
| Aperturas y Centros        |                 |         |               |         |                                       |
| 13                         | Jonathan Davies | 23 años | Centro        | 14      | Scarlets                              |
| 10                         | James Hook      | 26 años | Apertura      | 54      | Union Sportive Arlequins Perpignanais |
|                            | Stephen Jones   | 33 años | Centro        | 101     | Scarlets                              |
|                            | Rhys Priestland | 24 años | Apertura      | 4       | Scarlets                              |
| 12                         | Jamie Roberts   | 24 años | Centro        | 32      | Cardiff Rugby                         |
| Fullbacks y Wings          |                 |         |               |         |                                       |
|                            | Aled Brew       | 25 años | Wing          | 7       | Dragons                               |
|                            | Lee Byrne       | 31 años | Fullback      | 44      | ASM Clermont Auvergne                 |
| 15                         | Leigh Halfpenny | 22 años | Fullback      | 20      | Cardiff Rugby                         |
| 14                         | George North    | 19 años | Wing          | 8       | Cardiff Rugby                         |
| 11                         | Shane Williams  | 34 años | Wing          | 81      | Ospreys                               |
| Entrenador: Warren Gatland |                 |         |               |         |                                       |

## Participación
Gales integró el grupo D junto a los Springboks, la dura (históricamente contra Gales) Samoa, Namibia y la veloz Fiyi.